# Euporus similis
Euporus similis är en skalbaggsart som beskrevs av Jordan 1894. Euporus similis ingår i släktet Euporus och familjen långhorningar. Inga underarter finns listade i Catalogue of Life.